# Херман Чаваррія
Херман Хосе Чаваррія Хіменес (ісп. Germán José Chavarría Jiménez; нар. 19 березня 1959, Тібас, Сан-Хосе, Коста-Рика) — костариканський футболіст, півзахисник. Помічник головного тренера «Ередіано».

## Клубна кар'єра
Професіональну футбольну кар'єру розпочав у складі «Ередіано» 12 листопада 1078 року в поєдинку проти «Сапрісси», а першим голом за команду відзначився 7 червня 1981 року в поєдинку проти «Пунтаренас». Протягом усієї футбольної кар'єри, яка тривала з 1978 по 1995 рік, виступав за «Ередіано», завдяки чому став рекордсменом клубу за найбільшою кількістю зіграних матчів, провів 492 матчі поспіль в Прімера Дивізіоні Коста-Рики.
Футбольну кар'єру завершив 6 грудня 1995 року під час свого прощального матчу.

## Кар'єра в збірній
Опорний півзахисник дебютував у футболці національної збірної Коста-Рики в березні 1983 року в товариському матчі проти Мексики. Загалом у складі національної збірної зіграв 46 матчів, відзначився 1 голом. Він був частиною команди Tico, яка грала на чемпіонаті світу 1990 року в Італії, і брав участь у всіх чотирьох зіграних матчах. Також грав на літніх Олімпійських іграх 1984 року в Лос-Анджелесі.
Востаннє футболку збірної Коста-Рики 17 грудня 1994 року в поєдинку проти Саудівської Аравії.

### Голи за збірну
Рахунок та результат збірної Коста-Рики в таблиці вказано на першому місці.
| №  | Дата           | Стадіон              | Суперник | Рахунок | Результат | Змагання                            |
| -- | -------------- | -------------------- | -------- | ------- | --------- | ----------------------------------- |
| 1. | 18 травня 1983 | Сан-Хосе, Коста-Рика | Гондурас |         | 3–2       | кваліфікація Олімпійських ігор 1983 |

## Кар'єра тренера
У травні 2014 року Чаваррію призначили помічником головного тренера «Ередіано» Сезара Мендеса.

## Особисте життя
Одружений з Анжелою Чавес, подружжя має двох дітей.

## Титули і досягнення
- Переможець Чемпіонату націй КОНКАКАФ: 1989